# Marlin Modelo 336
Los Marlin Modelo 336 son una serie de fusiles y carabinas de palanca producidos por Marlin Firearms. Desde el inicio de su producción en 1948, ha sido ofertado con distintos calibres y longitudes de cañón, pero usualmente dispara los cartuchos .30-30 Winchester o .35 Remington y tiene cañones de 610 mm o 508 mm de longitud.  

## Historia
El Marlin Modelo 336 es un desarrollo directo del fusil Marlin Modelo 1893, que fue producido desde 1893 hasta 1936. Basado en las patentes de Lewis L. Hepburn, el Modelo 1893 incorporaba un cerrojo con nuevo sistema de acerrojado y un percutor de dos piezas. En 1936, con apenas cambios mínimos a la culata, guardamanos y mecanismos de puntería, el Modelo 1893 fue redesignado como Modelo 1936 (rebautizado al poco tiempo como Modelo 36). Todas estas armas tenían un cajón de mecanismos hecho de acero forjado, con la parte superior cerrada y que incorporaba la eyección lateral de los casquillos vacíos. Comparado con el Winchester Modelo 1894, que en aquel entonces era el fusil de palanca predominante entre los cazadores, el Modelo 36 era algo más pesado, tenía un mecanismo interno más sencillo y una culata con empuñadura tipo pistola en comparación a la empuñadura recta del Winchester Modelo 1894.
En 1948, el Modelo 36 fue reemplazado por el Modelo 336, que incorporaba las patentes de Thomas R. Robinson, Jr., un empleado de la Marlin. Vendido bajo las marcas Marlin y Glenfield, el Modelo 336 está en producción desde 1948 hasta hoy, siendo actualmente producido por Ruger Firearms bajo la marca Marlin.
Mientras que la mayoría de variantes del Modelo 336 tienen una cualta de madera de nogal con empuñadura tipo pistola, cañón de 508 mm de longitud y depósito tubular de la misma longitud, otras variantes del Modelo 336 fueron frecuentemente ofertadas por Marlin a lo largo del tiempo, las cuales incluían cañones con longitudes de 413 mm, 457 mm, 559 mm y 610 mm, depósitos tubulares acortados y modelos con empuñaduras rectas y/o culatas de madera de abedul.

## Diseño
Siendo un desarrollo del fusil Modelo 36, el Modelo 336 se distingue fácilmente de sus predecesores por su portilla de eyección cortada en el lado derecho del cajón de mecanismos. Las mejoras de diseño incluían un cerrojo cromado de sección redondeada más resistente y sencillo, una teja elevadora rediseñada, un extractor mejorado, así como resortes helicoidales en la palanca y el gatillo en lugar de los muelles planos empleados en los anteriores fusiles Marlin. Al igual que sus predecesores, el cajón de mecanismos y todas las piezas del Modelo 336 están hechas de acero forjado.
Con un cajón de mecanismos con la parte superior plana y eyección lateral de los casquillos vacíos, al Marlin Modelo 336 se le puede instalar una mira telescópica. En 1956, Marlin también incorporó su sistema de estriado específico Micro-Groove en el Modelo 336 y otros fusiles Marlin que disparan cartuchos de percusión central. Este sistema de estriado, que emplea un número cada vez mayor de estrías relativamente poco profundas, redujo el tiempo de producción e incrementó significativamente la vida útil de las maquinarias. Según Marlin, el sistema Micro-Groove ofrece dimensiones del ánima muy uniformes y un acabado muy suave destinado a mejorar la precisión, evitar fugas de los gases del disparo y reducir la acumulación de residuos en el ánima del cañón.
El Modelo 336 está diseñado para desarmarse con facilidad cuando debe ser limpiado. Retirar el tornillo que sirve de eje a la palanca con un desarmador de cabeza plana, permite desmontar el brazo de la palanca, el cerrojo y el eyector para su mantenimiento. Al contrario de varios fusiles de palanca, el cañón del Modelo 336 puede limipiarse desde la recámara, como si fuese un fusil de cerrojo. A su vez, esto evita daños a la boca del cañón causados por las baqueta y sus accesorios.     

## Producción
En 1983, el Modelo 336 ocupó el segundo lugar como el fusil de cacería más vendido en Estados Unidos, después del Winchester Modelo 1894, con más de 3.500.000 unidades vendidas.

## Modelos basados en la acción del Modelo S336
Marauder, Trapper y Modelo 336Y

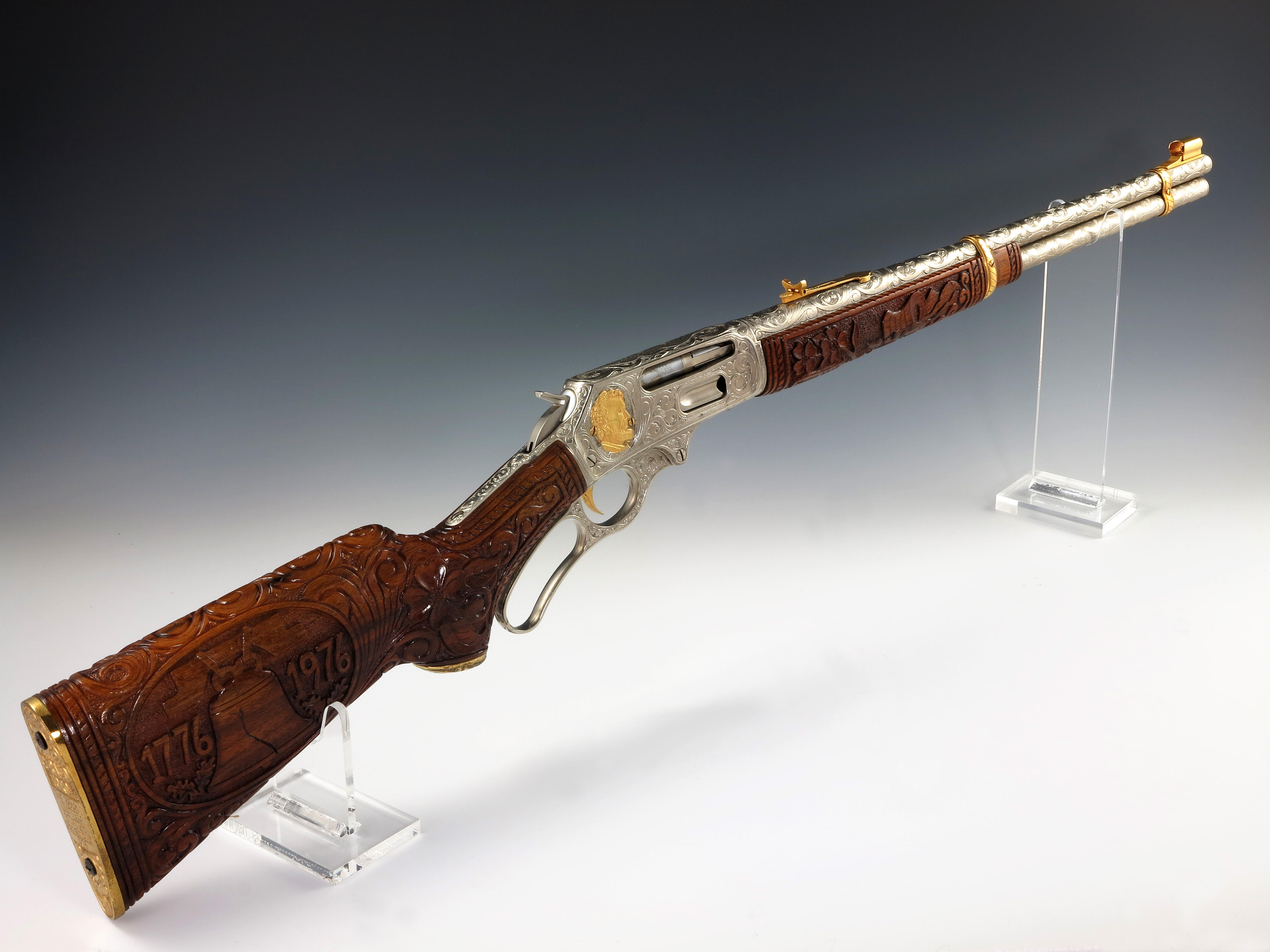
Marlin Modelo 336 en .30-30 Winchester, con grabados de escenas de la historia de Estados Unidos. Modelo conmemorativo del Bicentenario (1976).

Marlin produjo versiones carabina del Modelo 336 durante su producción, incluyendo la Modelo 336 Marauder, la Trapper y la Modelo 336Y (la "Y" era la abreviación de "Youth Model", Modelo Juvenil). Usualmente tenían cañones con longitudes de 406 mm o 457 mm, siendo bastante más cortas y ligeras que la carabina estándar con cañón de 508 mm de largo. La Modelo 336Y también tenía una culata corta para poder ser empleada por tiradores jóvenes.

Glenfield

Por muchos años, Marlin produjo una serie menos costosa de fusiles Modelo 336 llamada Glenfield para su venta en grandes superficies y tiendas por departamentos. Marlin vendía estos fusiles como los Glenfield Modelo 30, 30A, 30AS o 30AW. Otros fusiles Modelo 336 fueron estampados con nombres elegidos por el distribuidor. Siendo mecánicamente idénticos al Modelo 336, estos fusiles para venta masiva eran usualmente equipados con culatas y guardamanos de madera de abedul, además de eliminar algunas operaciones de acabado del metal para reducir su costo unitario. Al vender una versión menos costosa del mismo fusil con otro nombre a las grandes tiendas, Marlin protegía su base de clientes conformada por pequeñas armerías especializadas.

Modelos para tiendas:

Hacia 1983, la mayoría de los grandes tiendas que vendían productos Marlin estaban en posición de vender armas con la marca Marlin, por lo cual la serie Glenfield fue descontinuada. Sin embargo, Marlin continuó ofertando una versión menos costosa del Modelo 336, llamada Modelo 336W o Modelo 30AW y que originalmente solo se vendía a la cadena de grandes superficies Wal-Mart. Equipados con una culata de madera de abedul y mecanismos de puntería menos costosos, estos fusiles eran frecuentemente ofertados como parte de un paquete especial con una mira telescópica barata, correa portafusil u otros accesorios. El paquete del Marlin Modelo 30AW incluía una mira telescópica de 3-9x32 aumentos montada de fábrica y una correa portafusil acolchada, pero era idéntico al Marlin Modelo 3336W.

Serie XLR:

Marlin también ofrece la serie de fusiles XLR en varios calibres, todos basados en el Modelo 336. El Modelo 336XLR está hecho de acero inoxidable, tiene un cañón de 610 mm de longitud y culata de madera laminada gris o negra.

Modelo 336SS

La Modelo 336M, una carabina Modelo 336 hecha de acero inoxidable, fue introducida al mercado en 2000. Fue reemplazada en 2001 por la Modelo 336SS, con cañón de 508 mm de longitud y solo disponible para el cartucho .30-30 Winchester. La Modelo 336SS tiene su cajón de mecanismos, cañón, palanca y gatillo hechos de acero inoxidable. El depósito tubilar, los resortes y la portilla de recarga también están hechos de acero inoxidable, mientras que otras piezas están hechas de acero niquelado.          

### Modelo 444
Introducido al mercado en 1965, el Marlin Modelo 444 emplea la acción de palanca del Modelo 336, inclusive su característica portilla de eyección cortada en el lado derecho del cajón de mecanismos, pero está calibrado para el cartucho .444 Marlin. Al momento de su introducción, el Modelo 444 era el fusil de palanca más potente en el mercado. Con una energía de más de 4.067,45 J, el Modelo 444 estaba destinado para cazar las piezas más grandes de la fauna norteamericana. Lleva 4 cartuchos en el depósito tubular y uno en la recámara, originalmente estaba equipado con un cañón de 508 mm y una culata con empuñadura recta.
El estriado del ánima del cañón de los primeros fusiles Modelo 444 tenía una tasa de rotación de 1 en 965 mm, siendo afectados por una falta de balas con peso adecuado. Además, casi todas las balas que montaba el cartucho .444 Marlin habían sido diseñadas para su uso en pistolas y revólveres; al ser empleadas en el Modelo 444, las balas tendían a romperse con las altas velocidades del fusil. Una nueva bala de 17 g mejoró el desempeño del Modelo 444 como fusil de cacería, habiéndose introducido balas de distinto peso desde entonces. En 1971, la longitud del cañón del Modelo 444 fue reducida a 559 mm, mientras que su culata con empuñadura recta fue cambiada por una con empuñadura tipo pistola. A los fusiles de producción tardía se les cambió la tasa de rotación del estriado a 1 en 508 mm para estabilizar las balas más largas y pesadas.

### Modelo 1894
En 1963, Marlin añadió el cartucho .44 Magnum como munición opcional para la carabina Modelo 336T, que tenía una empuñadura recta, un cañón afinado de 508 mm de longitud y un depósito tubular de la misma longitud. Sin embargo, el fusil continuó experimentando problemas al momento de cargar el corto cartucho .44 Magnum y en 1964 Marlin lo retiró como munición opcional. Pero Marlin estaba al tanto de la continua demanda por una carabina de palanca de 11 mm, por lo que empezó a buscar un reemplazo. En 1969, Marlin introdujo el Nuevo Modelo 1894 calibrado para los cartuchos .44 Magnum/.44 Special. El Nuevo Modelo 1894 no está basado en el mecanismo del Modelo 336, en cambio, emplea el viejo cajón de mecanismos corto del Modelo 1894 e incorpora el cerrojo de perfil plano, que recibió mejoras mínimas antes de ser reintroducido para el cartucho .44 Magnum. La decisión de emplear la acción original del Modelo 1894, un diseño originalmente creado para emplear cartuchos de revólver como el .38-40 Winchester y el .44-40 Winchester, demostró ser un éxito. Al igual que su predecesor, el Nuevo Modelo 1894 fue equipado con una culata con empuñadura recta en lugar de la culata con empuñadura tipo pistola del Modelo 336. Desde 1979 se introdujeron otros cartuchos para el Nuevo Modelo 1894, como los .38 Special/.357 Magnum, .41 Magnum y .45 Colt, en los modelos 1894C, 1894S y 1894CS. En 1984 se le añadió un seguro transversal.

### Modelo 1895
Introducido al mercado en 1972 y llamado así en honor al Marlin Modelo 1895 (producido desde 1895 hasta 1917), el actual Nuevo Modelo 1895 dispara el cartucho .45-70, emplea el cajón de mecanismos del Modelo 336 y la acción de palanca del Marlin Modelo 444. Dos variantes del Nuevo Modelo 1895, llamadas Modelo 338MX y Modelo 338MXLR, se encuentran disponibles para el cartucho .338 Marlin Express.

### Conversiones
Además de los fusiles Marlin existentes, el cajón de mecanismos y el sistema de palanca del Modelo 336/Modelo 1895 ha disfrutado cierta popularidad como base de diversas conversiones para cartuchos wildcat. Estos fusiles personalizados son cada vez más populares en el oeste de Estados Unidos, Canadá y Alaska, donde pueden darse encuentros con osos y otros animales peligrosos. Algunos de estas conversiones para cartuchos wildcat disparan los cartuchos .450 Alaskan, .457 Wild West Magnum, .50 Alaskan y .510 Kodiak Express.
De las conversiones mencionadas, las del .450 Alaskan y el .457 Wild West Magnum no precisan cambiar el cañón, sino solamente agrandar la recámara y modificar las piezas internas (llamada "alargamiento de acción"); el .457 Wild West Magnum también permite el uso del .45-70. La conversión para cartucho wildcat más potente disponible para el Marlin es el .510 Kodiak Express, con una energía superior a 6.779 J. Las conversiones para .50 Alaskan y .510 Kodiak Express precisan el cambio del cañón.